# The Legend of Hollywood
The Legend of Hollywood er en amerikansk stumfilm fra 1924 af Renaud Hoffman.

## Medvirkende
- Percy Marmont som John Smith
- Zasu Pitts som Mary Brown
- Alice Davenport som Mrs. Rooney
- Dorothy Dorr